# 胡美娥
胡美娥（1973年6月—），湖南绥宁人，苗族。中华人民共和国政治人物、第十三届全国人民代表大会湖南地区代表。

## 生平
2018年2月24日，当选为第十三届全国人大代表。